# Ширковце
Ширковце (слч. Širkovce) насељено је мјесто са административним статусом сеоске општине (слч. obec) у округу Римавска Собота, у Банскобистричком крају, Словачка Република.

## Становништво
| Година:    | 1994. | 2004.    | 2014.   | 2024.   |
| ---------- | ----- | -------- | ------- | ------- |
| Број људи: | 764   | 903      | 954     | 963     |
| Разлика:   |       | +18,19 % | +5,64 % | +0,94 % |

| Година:    | 2023. | 2024.   |
| ---------- | ----- | ------- |
| Број људи: | 962   | 963     |
| Разлика:   |       | +0,10 % |

Према подацима о броју становника из 2011. године насеље је имало 937 становника.